# نداء الستارة (مسلسل)
نداء الستارة (بالكورية: 커튼콜)؛ هو مسلسل تلفزيوني كوري جنوبي، من بطولة كانغ ها-نيول وها جي وون، جو دو شيم، سونغ دونغ إيل، جونغ جي سو، نوه سانغ هيون وكوون سانغ وو. يصور المسلسل أشخاص متورطين في أكبر كذبة وعملية احتيال. عرض على قناة كي بي إس 2 في 31 أكتوبر الى 27 ديسمبر 2022 ، بث كل يوم الإثنين والثلاثاء الساعة 21:50 بتوقيت (KST)، وهو ايضاً متاح على امازون برايم عالمياً.

## ملخص
تدور أحداث المسلسل حول رجل يلعب دور حفيد مزيف منشق لتحقيق أمنية الجدة الأخيرة (المقيمة في الجنوب الهاربة من الشمال)، وامرأة تقع في حب ذلك الرجل. 

## طاقم
- كانغ ها نيول في دور غو جاي-هيون[7]

ممثل مسرحي في شركة محلية. يتلقى عرضًا مفاجئًا من رجل عجوز ليلعب دور الحفيد المزيف المنشق لجدة معينة، ويواجه نقطة تحول كبيرة في حياته.
- ها جي-وون في دور بارك سي-يون[8]

حفيدة جيوم سون والمدير العام لفندق بارادايس.
- غو دوو-شيم في دور جيوم-سون[9]

امرأة ولدت في هامكيونغ دو بكوريا الشمالية في ثلاثينيات القرن الماضي. خلال الحرب الكورية، نزلت إلى الجنوب وانفصلت عن عائلتها. هي مؤسس بارادايس، سلسلة فنادق رائدة في كوريا.  إنها ترغب في رؤية حفيدها للمرة الأخيرة.
- سونغ دونغ ايل في دور جيونغ سانغ-تشول[10]

المدير السابق لـ لفندق بارادايس، والرجل الأيمن لـ جيوم-سون. حتى بعد تقاعده من منصبه الإداري، فإنه يعتني بـ جيوم-سون ويساعدها.
- كوون سانغ وون في دور باي دونغ-جاي[11]

وريث تكتل كبيرة.
- جي سيونغ هيون في دور بارك سي-حون[12]

الابن الأول والمساهم الرئيسي في فندق الجنة.
- هوانغ وو سول هي في جي وون[13]

زوجة بارك سي جون.
- جونغ جي سو في دور سيو يون هي

ممثلة مسرحية في شركة يو جاي هيون المسرحية.
- تشوي داي هون في دور بارك سي-كيو[14]

الابن الثاني لفندق بارادايس والمعروف أيضًا باسم الأمير الضال هانيانغ.
- نوه سانغ هيون في دور ري مون-سونغ[15]
- كيم هيون سوك في دور هونغ را كيونغ[16]
- باي هاي سون في دور يون جونغ سوك[14]

ربة منزل كانت مسئولة عن فندق بارادايس لفترة طويلة، لكنها لم تتقاعد وشغلت منصب ربة منزل كوم سون.
- جونغ يوو-جين في دور سونغ هيو جين[17]

### ظهور خاص
- آهن ناي سانغ في دور طبيب[17]
- لي يي كيونغ في دور بارك نو كوانغ[17]
- سيو هيون[18]
- نا ان وو[19]

## المشاهدات
| الموسم | الموسم | رقم الحلقة | رقم الحلقة | رقم الحلقة | رقم الحلقة | رقم الحلقة | رقم الحلقة | رقم الحلقة | رقم الحلقة | رقم الحلقة | رقم الحلقة | رقم الحلقة | رقم الحلقة | رقم الحلقة | رقم الحلقة | رقم الحلقة  | رقم الحلقة | المتوسط     |
| الموسم | الموسم | 1          | 2          | 3          | 4          | 5          | 6          | 7          | 8          | 9          | 10         | 11         | 12         | 13         | 14         | 15          | 16         | المتوسط     |
| ------ | ------ | ---------- | ---------- | ---------- | ---------- | ---------- | ---------- | ---------- | ---------- | ---------- | ---------- | ---------- | ---------- | ---------- | ---------- | ----------- | ---------- | ----------- |
|        | 1      | 1272       | 558        | 954        | 1009       | 856        | 966        | 739        | 752        | 733        | 898        | 980        | 1093       | 829        | 869        | ستُعلن لاحقًا | 969        | ستُعلن لاحقًا |

| الحلقات | تاريخ البث     | تقييمات نيلسن كوريا | تقييمات نيلسن كوريا |
| الحلقات | تاريخ البث     | على الصعيد الوطني   | سيئول               |
| ------- | -------------- | ------------------- | ------------------- |
| 1       | 31 أكتوبر 2022 | 7.2% (3)            | 7.2% (2)            |
| 2       | 1 نوفمبر 2022  | 3.1% (13)           | 3.1% (14)           |
| 3       | 7 نوفمبر 2022  | 5.6%                | 5.4%                |
| 4       | 8 نوفمبر 2022  | 6.0%                | 5.5%                |
| 5       | 14 نوفمبر 2022 | 4.7%                | 4.2%                |
| 6       | 15 نوفمبر 2022 | 5.6%                | 5.3%                |
| 7       | 22 نوفمبر 2022 | 4.3%                | 3.9%                |
| 8       | 29 نوفمبر 2022 | 4.3%                | 4.0%                |
| 9       | 5 ديسمبر 2022  | 4.1%                | 4.0%                |
| 10      | 6 ديسمبر 2022  | 5.4%                | 5.2%                |
| 11      | 12 ديسمبر 2022 | 5.5%                | 5.4%                |
| 12      | 13 ديسمبر 2022 | 6.1%                | 5.9%                |
| 13      | 19 ديسمبر 2022 | 4.6%                | 5.0%                |
| 14      | 20 ديسمبر 2022 | 5.2%                | 5.1%                |
| 15      | 26 ديسمبر 2022 | 5.3%                | 5.1%                |
| 16      | 27 ديسمبر 2022 | 5.7%                | 5.0%                |
| المتوسط | المتوسط        | —                   | —                   |

## الإنتاج

### صناعة
المسلسل من إخراج يون سانغ هو من أعماله مسلسلات مثل الأسطورة (2007)، سايمدانغ، مذكرة الضوء (2017)، أحلام مختلفة (2019)، صانع الملك: تغيير المصير (2020)، النهر حيث يرتفع القمر (2021)، وجلب النحس في البداية (2022). ومن كتابة جو سونغ جيول الذي كتب فيلم مدرسة الزومبي (2014). ومن تخطيط قسم الدراما كي بي اس وانتاج من قبل شركة فيكتوري كونتنت.

### طاقم
في البداية عُرض دور بارك سي يون لأول مرة على سون يي جين. في 19 سبتمبر 2022 تم تأكيد انضمام كل من جي سونغ هيون، تشوي داي هون، هوانغ وو سول هاي، باي هاي سون في المسلسل.

## روابط خارجية
- الموقع الرسمي
 باللغة الكورية
- شجرة تموت واقفه على موقع IMDb (الإنجليزية)
- شجرة تموت واقفه على موقع فيلمافينيتي (الإسبانية)
- شجرة تموت واقفه على موقع ليتربوكسد (الإنجليزية)
- شجرة تموت واقفه على موقع قاعدة بيانات الفيلم (الإنجليزية)
- نداء الستارة على هانسينما